# Jazz australiano

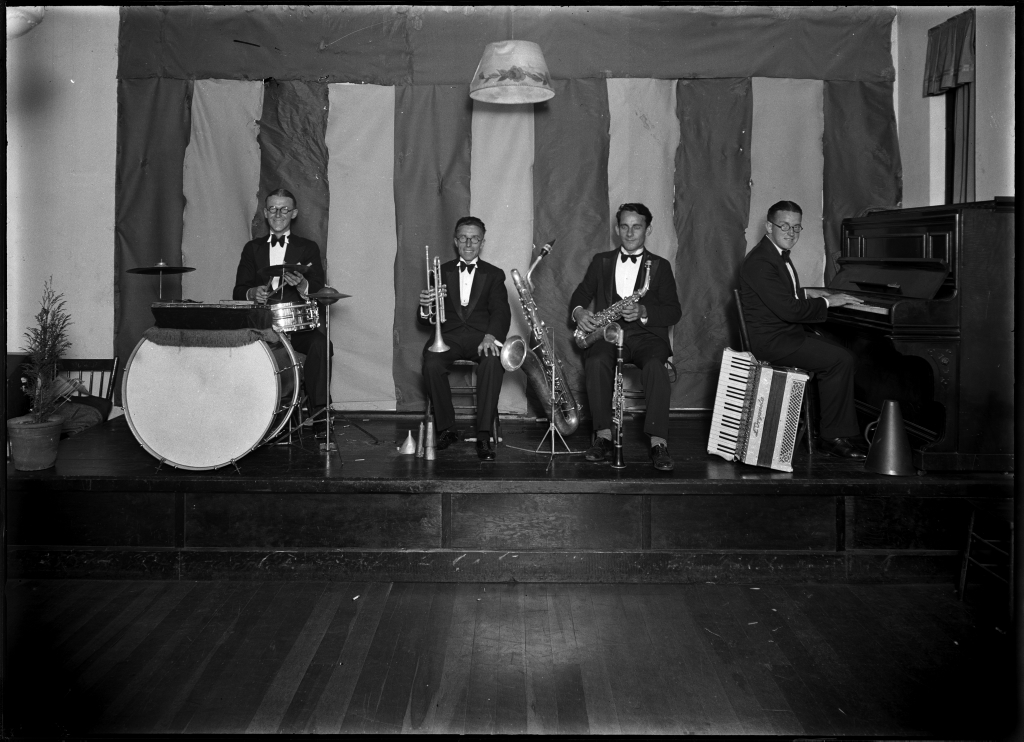
Gruppo da ballo australiano al Jack Keating Dance Studio intorno al 1930 dalla collezione Tom Lennon, per gentile concessione del Powerhouse Museum

Il jazz australiano ha una lunga storia. Nel corso degli anni in Australia il jazz ha tenuto un alto profilo in locali, festival e altri luoghi di musica e un gran numero di registrazioni sono state prodotte da musicisti jazz australiani, molti dei quali hanno guadagnato una notevole importanza nell'arena jazz internazionale.

## Storia
Il jazz è un genere musicale americano originario degli afroamericani, ma lo stile è stato rapidamente e con entusiasmo ripreso da musicisti di tutto il mondo, inclusa appunto l'Australia. Jazz e musica dance sincopata influenzata dal jazz venivano eseguite in Australia entro un anno dall'emergere del jazz come genere musicale definibile negli Stati Uniti.
Fino agli anni '50 la forma principale di accompagnamento nei balli pubblici australiani era la musica da ballo basata sul jazz, modellata sui principali gruppi jazz bianchi britannici e americani, e questo stile godeva di ampia popolarità.
Fu solo dopo la seconda guerra mondiale che la scena jazz australiana cominciò a diversificarsi quando i musicisti locali furono finalmente in grado di avere accesso alle registrazioni di importanti musicisti jazz afroamericani come Charlie Parker, Dizzy Gillespie, Miles Davis e Thelonious Monk e bebop, cool jazz e free jazz che esercitarono una forte influenza sui musicisti australiani alla fine degli anni '50 e oltre.
Sebbene il jazz in Australia abbia subito un calo significativo di popolarità durante gli anni '60, come nella maggior parte degli altri paesi, ci fu una marcata rinascita di interesse negli anni '70, '80 e '90 quando una nuova generazione di musicisti venne alla ribalta.
Come nel campo popolare, è importante riconoscere anche il ruolo dei musicisti neozelandesi sulla scena jazz australiana: secondo lo storico del jazz Andrew Bisset, è impossibile discutere correttamente l’argomento del jazz australiano senza fare riferimento alla Nuova Zelanda. Molti dei principali musicisti jazz "australiani" degli ultimi 80 anni sono venuti dalla Nuova Zelanda, a cominciare da figure come il suonatore di ance Abe Romaine negli anni '20 e successivamente includendo i famosi pianisti-compositori Judy Bailey, Mike Nock e Dave MacRae e il cantante Ricky May.

## Precursori del jazz in Australia
I bardi bianchi americani e britannici dalla 'faccia nera' (musicisti/attori truccati) portarono imitazioni della musica (e della danza) delle piantagioni di schiavi in Australia intorno al 1840, con caratteristiche che in seguito furono associate al jazz, come i 'break' poliritmici. A partire dal 1850, minstrel shows completi con 'orchestre' di menestrelli, comprese compagnie formate localmente, fecero tournée nelle principali città in piena espansione e nelle città più piccole come Ballarat e Bendigo. Le visite delle compagnie di vaudeville americane divennero molto più comuni dopo l'introduzione di servizi regolari di navi a vapore tra l'America e l'Australia negli '70. Alcune autentiche compagnie di menestrelli afroamericani e Jubilee Singers (cori da camera neri) andarono in tournée a partire dal 1870.
Il ragtime raggiunse l'Australia nel 1890 sotto forma di marce sincopate cakewalk e "coon song" e molti artisti ragtime bianchi e neri di fama andarono in tournée in Australia, tra i quali il cantante ragtime nero Ernest Hogan e gli artisti bianchi Ben Harney, l'auto- proclamato "ideatore" del ragtime e Gene Greene, l'imperatore del Ragtime. Greene in particolare insegnò a molti artisti australiani come "rag", cioè improvvisare in stile ragtime.

## Inizi del XX secolo

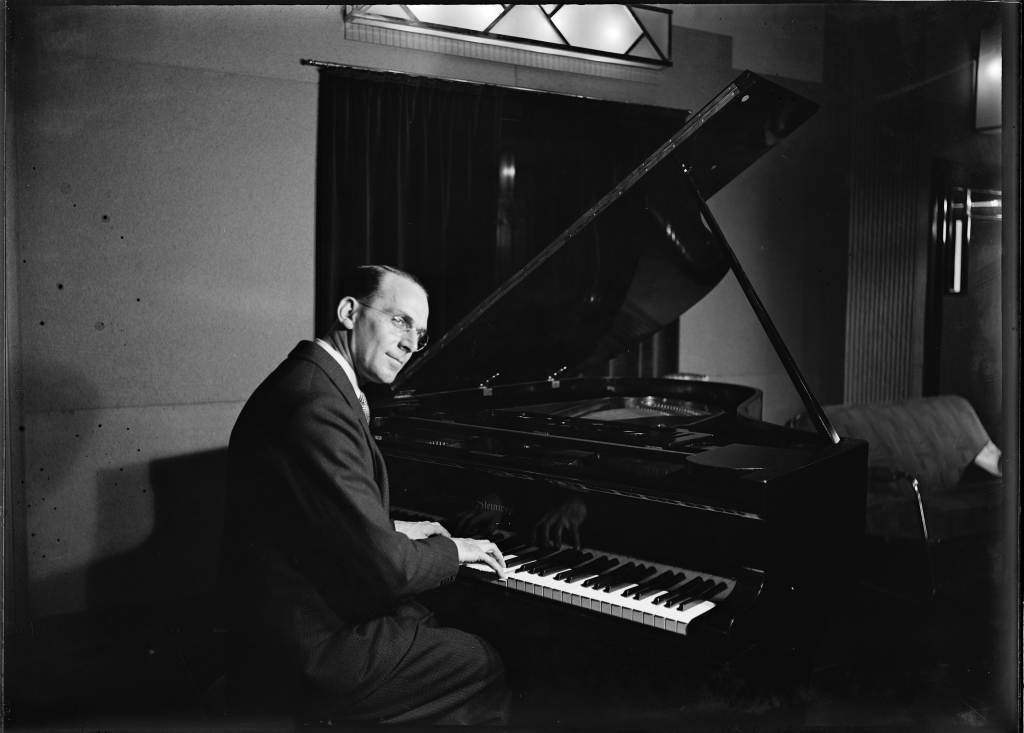
Ces Morrison al pianoforte intorno al 1930, dalla collezione Tom Lennon, per gentile concessione del Powerhouse Museum

Belle Sylvia and Her Jazz Band furono annunciate come "la prima jazz band australiana" quando si esibirono al Ben Fuller’s National Theatre di Sydney nel 1918, anche se erano una band importata dall'Inghilterra.
Grazie agli stretti legami australiani con i circuiti di intrattenimento teatrale americano e al marketing di musica americana in Australia da parte della Tin Pan Alley tramite dischi fonografici, arrangiamenti di danza moderna, rulli di pianoforte e spettacoli jazz in visita, gli australiani svilupparono un forte interesse per la musica dance influenzata dal jazz e le sue forme correlate. Il 'jazz' o 'jass' (musica dance calda) era ben consolidato verso la metà degli anni '20. Il jazz veniva registrato su rulli di pianoforte in Australia prima del 1923 e nel 1925 venivano registrate anche registrazioni su disco come "Red Hot Mamma" e "Sweet Georgia Brown" della San Francisco Orchestra di Ray Tellier.
La più grande influenza musicale nel periodo 1923-1928 fu una successione di orchestre jazz (o dance) bianche americane in visita, principalmente dalla costa occidentale. Frank Ellis and his Californians, arrivati nel 1923. Migliaia di appassionati di danza accorrevano regolarmente per vederli nella più grande sala da ballo di Sydney, il Palais Royale: la Royal Hall of Industries al Moore Park, che esiste ancora oggi. Gruppi americani e singoli 'specialisti del jazz' importati continuarono ad essere importati dagli imprenditori teatrali australiani fino alla fine degli anni '20. Gli australiani hanno potuto studiare in prima persona la performance e lo stile di presentazione di queste band e ai musicisti locali di talento sono stati presto offerti posti in alcuni di esse.
Le restrizioni sulle band americane in tour dopo il 1928, derivanti dalla partenza forzata della band afroamericana in visita Sonny Clay’s Plantation Orchestra, significavano che il musicista di danza australiano di solito doveva imparare a conoscere il jazz da fonti registrate o scritte. Queste comprendevano registrazioni importate, arrangiamenti di danza, jazz su pellicola (dopo il 1929), brevetti 'come frequentare corsi di jazz', singoli artisti in visita, la maggior parte dei quali erano bianchi, e letteratura come Australian Dance Band News, 1932-con successive modifiche al titolo.
Tuttavia, dall'inizio degli anni '30, i musicisti di danza australiani iniziarono ad ascoltare e assorbire il lavoro di artisti neri e bandleader come Duke Ellington e Armstrong, le influenze del jazz inglese. Importanti gruppi swing degli anni '30 includevano Jim Davidson e la sua New Palais Royal Orchestra, Frank Coughlan & His Trocadero Orchestra, Dudley Cantrell & His Grace Grenadiers, e numerosi altri e molti furono registrati.
Il musicista jazz australiano Bert Howell girò il mondo nel 1933 suonando composizioni come "Wabash Moon" del compositore australiano Reginald Stoneham.
Il trombonista e bandleader Frank Coughlan (1904-1979) è stato chiamato "The Father of Australian Jazz". Ebbe una carriera illustre che durò dai primi anni venti agli anni settanta. Fu scelto per guidare la famosa orchestra jazz che fu messa insieme per l'apertura nel 1936 del Sydney Trocadero, che divenne il principale luogo di danza della città per i successivi 35 anni, e Coughlan guidò l'orchestra al "The Troc" fino alla sua chiusura nel 1971.

## Jazz del secondo dopoguerra
Dopo la fine della seconda guerra mondiale, il jazz australiano cominciò a divergere in due filoni principali: dixieland o "jazz tradizionale" (il primo jazz) e stili moderni come lo swing progressivo, il boogie-woogie e il bebop come esemplificato dalla musica di Charlie Parker e Dizzy Gillespie.
Graeme Bell fu un importante contributore al boom del jazz tradizionale di Melbourne degli anni '40 e nel 1947 la sua band, con il supporto di Harry Stein, ebbe un grande successo quando suonò al World Youth Festival in Prague, in Cecoslovacchia, proseguendo in tournée in Europa e infine insediandosi in Inghilterra dove si dice che abbiano esercitato una forte influenza sul revival del jazz tradizionale europeo di quell'epoca. Al ritorno in Australia, la Graeme Bell’s Jazz Band lavorò con successo nel circuito locale dei club locali, oltre a registrare e fare numerosi tour.
L'Australian Jazz Quartet/Quintet era un gruppo jazz australiano contemporaneo che all'epoca aveva ottenuto ottimi risultati negli Stati Uniti. All'inizio degli anni '50 il pianista Bryce Rohde insieme a Errol Buddle (ance) e Jack Brokensha (vibrafono e batteria) si trasferirono dall'Australia a Windsor in Canada. Un agente li sentì suonare a livello locale e chiese se avrebbero attraversato il confine per sostenere la cantante Chris Connor in un nightclub di Detroit. Ciò diede il calcio d'inizio e nel 1953, insieme al sassofonista e bassista americano Dick Healey, formarono l'Australian Jazz Quartet.
Questo gruppo di grande successo registrò dieci album e lavorò nella maggior parte dei principali locali jazz statunitensi. A volte un bassista e un batterista venivano assunti per completare il gruppo durante le sessioni di registrazione, e quando alla fine aggiungevano un bassista permanente si ribattezzavano Australian Jazz Quintet (AJQ). Il bassista americano Ed Gaston si unì agli AJQ mentre erano in tournée negli Stati Uniti nel 1958 e in seguito si sposò e si stabilì in Australia, diventando negli anni successivi un importante contributo alla scena jazz locale. Il batterista Colin Bailey suonò con l'AJQ dal 1958 al 1960.
L'AJQ è stato molto apprezzato nei sondaggi condotti da riviste jazz statunitensi come Down Beat. Hanno lavorato sullo stesso piano di nomi come Miles Davis, Count Basie, Gerry Mulligan, Dave Brubeck e il Modern Jazz Quartet, le cantanti di supporto Billie Holiday e Carmen McRae e ha suonato nei migliori locali come la Carnegie Hall e il Birdland.
Un altro musicista jazz australiano, il bassista Bruce Cale, fu uno dei primi collaboratori di Bryce Rohde a Sydney, e successivamente si trasferì a Londra dove lavorò con il famoso Tubby Hayes Quartet e altri gruppi jazz prima di trasferirsi negli Stati Uniti nel 1966. Continuò a suonare in gruppi guidati da John Handy, Ernie Watts, John Klemmer e Jack Walrath, per citarne solo alcuni. Ebbe la sua sede negli Stati Uniti per diversi anni e ha anche lavorato con Zoot Sims, Toshiko Akiyoshi, Mose Allison, James Zitro, ContraBand, Phil Woods, Alan Dawson... Tornato in Australia alla fine degli anni '70 lavorò con la maggior parte dei principali musicisti australiani e in particolare con il suo quartetto con Dale Barlow, Roger Frampton e Phil Treloar. Negli anni '80 si concentrò sulla composizione, lavorando su pezzi appositamente commissionati e studiò anche con George Russell. Negli anni successivi si è esibito con molti dei suoi musicisti jazz preferiti in Australia tra cui Julian Lee, Kevin Hunt, Mike Nock, Bob Bertles, John Sangster, Sandy Evans e molti altri. Il suo suono di basso è stato ascoltato da chiunque abbia mai ascoltato JazzTrack di Jim McLeod su ABC Radio poiché la musica memorabile per molti anni è stata Windows of Arquez che ha registrato con Bryce Rhode.
L'El Rocco divenne una leggenda nella storia del jazz australiano e negli anni '80 fu realizzato un film documentario Beyond The El Rocco sul club. Molti dei migliori musicisti di Sydney hanno lavorato lì all'inizio della loro carriera, tra cui John Sangster, John Pochee, Don Burrows, George Golla, Alan Turnbull e Judy Bailey.
Il trio Three Out con Mike Nock (piano), Freddy Logan (basso) e Chris Karan (batteria) ha attirato alcune delle folle più grandi all'El Rocco di Sydney, un piccolo club situato a Kings Cross. Originario della Nuova Zelanda, Mike Nock arrivò a Sydney alla fine degli anni '50 e quasi subito ottenne un posto fisso all'El Rocco. Il bassista Freddy Logan proveniva dai Paesi Bassi ed era già stato molto attivo nella scena jazz di Sydney sia come musicista che come promotore del jazz, e negli anni successivi il batterista Chris Karan avrebbe ottenuto il riconoscimento internazionale come membro del Dudley Moore Trio.
I membri del Three Out Trio si sono riuniti per la prima volta come parte di un gruppo che il sassofonista contralto di Sydney Frank Smith ha messo insieme come house band a "The Embers", un jazz club di grande successo a Melbourne che ha anche caratterizzato i migliori artisti jazz internazionali come l'Oscar Peterson Trio e Benny Carter. Prima di partire per Melbourne Frank Smith aveva fatto una grande impressione a Sydney, lavorava con la maggior parte delle migliori band professionali e spesso lo si poteva trovare a suonare al El Rocco nei suoi primi anni. Una manciata di musicisti jazz di Sydney, tra cui John Pochee, Barry Woods, Dave MacRae, Andy Brown e Bernie McGann viaggiarono anche verso sud, trovando lavoro in luoghi come "The Fat Black Pussycat", un altro jazz club di Melbourne che forniva uno sbocco per quelli intenti a suonare forme di jazz senza compromessi. Il gruppo di maggior successo ad apparire al Mocambo Restaurant di Sydney a King St Newtown furono i Mocambo Four, con Sid Edwards (vibrafono), Tony Esterman (pianoforte), Winston Sterling (basso) e Laurie Kennedy (batteria). La sedia del pianoforte è stata occupata anche da Tony Curby o Bob Dunn durante il periodo di circa 4 anni della band all'inizio degli anni '60. Questo locale era molto frequentato, con persone spesso in fila per strada in attesa di entrare.
Nel 1957 il produttore jazz Horst Liepolt fondò una nuova sede a Melbourne, il "Jazz Centre 44". Per quattro o cinque notti a settimana, e domenica pomeriggio, fino a 200 persone si riunivano nella stanza al piano di sopra per ascoltare Brian Brown, Stewie Speer, Alan Lee, Graeme Morgan, Keith Hounslow, la Melbourne New Orleans Jazz Band e molti altri musicisti jazz locali, e il Jazz Center 44 è rimasto un luogo importante per il jazz a Melbourne per quasi un decennio.

### Impatto della televisione
La televisione era una fonte importante di lavoro per i musicisti jazz nei primi anni 1960; la house band GTV-9, che ha fornito musica per programmi come In Melbourne Tonight di Graham Kennedy ha impiegato molti dei migliori musicisti della scena jazz/session di Melbourne e ha messo in mostra i giovani partecipanti alla scena, come The Red Onion Jazz Band. Anche musicisti di Melbourne come Brian Brown, Bruce Clarke e Frank Smith hanno lavorato a lungo su colonne sonore e musica pubblicitaria, e lo studio Jingle Workshop di Clarke a St Kilda, che ha prodotto musica molto importante in questi generi, è stato un obiettivo significativo, non solo per il suo lavoro commerciale, ma anche perché era la sede delle regolari jam session domenicali, molte delle quali registrate da Clarke.
Il rock 'n' roll guadagnò rapidamente popolarità nella scena musicale giovanile a partire dalla metà degli anni '50, mentre il pop e il rock continuarono a dominare negli anni '60 e oltre. Molti importanti artisti jazz come Graeme Lyall, Stewie Speer e John Sangster e Tony Buchanan hanno lavorato con gruppi rock e hanno assorbito importanti influenze stilistiche dalla Motown, dalla musica soul e dai generi funk.
Dalla fine degli anni '60 ci fu un revival del formato 'big band', in parte alimentato dalla popolarità di gruppi rock come Blood Sweat & Tears e Chicago. La più importante big band locale moderna fu l'acclamata ma di breve durata Daly-Wilson Big Band, che godette di notevole popolarità e che fu il primo gruppo musicale australiano a fare una tournée nell'Unione Sovietica. Un'altra band molto popolare sono i Galapagos Duck, che hanno esercitato un'enorme influenza sulla scena jazz di Sydney come comproprietari e come artisti abituali del locale jazz più longevo di Sydney, The Basement, aperto nel 1973. Free Kata di Serge Ermoll, il primo ensemble di free jazz a registrare e pubblicare a livello internazionale una serie di album tra cui The New Language of Music su EMI e il titolo Spontaneous Improvisations della Philips Records.
Un primo esempio di jazz nella televisione australiana fu Sweet and Low, una serie ABC del 1959 che andò in onda per una stagione di sei episodi. Un'altra serie fu Look Who’s Dropped In, una serie di quattro episodi della ABC che andò in onda dal 1957 al 1958 e la serie ABC del 1959 Australian All Star Jazz Band.

### Le donne nel jazz
Le donne avevano suonato in gruppi jazz fin dall'inizio degli anni '20, con gruppi guidati da Thelma Ready, Eve Rees, Alice Dolphin e Grace Funston, tra gli altri. I gruppi erano spesso considerati una novità dalla stampa, ma ricevevano lavoro in luoghi come il Palais Pictures di Melbourne. I gruppi guadagnarono ulteriore popolarità durante la seconda guerra mondiale, ma molti si ritrovarono disoccupati dopo la guerra, con Grace Funston che si lamentò del fatto che quando i musicisti uomini tornarono, le donne persero il lavoro. La cantante Barbara James era considerata una delle cantanti big band più famose d'Australia negli anni '30. Si è esibita con Jim Davidson e Frank Coughlan, tra gli altri.
Al Palais una band tutta al femminile continuò ad esibirsi fino al 1949, quando la big band cominciò a perdere il favore del pubblico.

## Il jazz negli anni '70
Uno sviluppo molto significativo nel 1973 fu l'inizio del corso di studi jazz al Sydney Conservatorium of Music, il primo corso di jazz offerto da un istituto terziario australiano. L'allora direttore del Conservatorio di Sydney, Rex Hobcroft, fu contattato dal musicista jazz Don Burrows con l'idea di mettere insieme un corso di studi sul jazz. La stazione radio Fine Music Sydney (allora conosciuta come 2MBS) fu lanciata nel 1974 e trasmette musica jazz fino ad oggi.
Alla fine il sassofonista ed insegnante di musica americano Howie Smith fu portato a Sydney con una borsa di studio del Programma Fulbright  per organizzare il corso. La borsa di studio era originariamente di 9 mesi, ma Howie Smith finì per restare per tre anni; divenne anche molto attivo nella scena jazz di Sydney, principalmente con il gruppo Jazz Co/op che comprendeva anche i musicisti locali Roger Frampton (pianoforte), Jack Thorncraft (basso) e Phil Treloar (batteria).
Quando The Basement aprì i battenti divenne il principale jazz club di Sydney negli anni settanta, e il suo successo incoraggiò molti altri proprietari di locali ad assumere gruppi jazz. Il produttore jazz Horst Liepolt, che stava prenotando band per The Basement, divenne molto attivo in quel periodo e mise in moto una serie di locali ed eventi jazz, tra cui The Manly Jazz Festival, Jazz at the Sydney Festival e la sua serie di concerti jazz dal titolo "La musica è un cielo aperto". Horst Liepolt fondò anche l'etichetta discografica 44 (una filiale della Phonogram Records) che registrò oltre 30 album di jazz locale. Ha anche organizzato numerosi concerti di successo in molti dei luoghi di intrattenimento di alto profilo di Sydney, tra cui il Teatro dell'Opera di Sydney e il Regent Theatre.
Questa grande rinascita del jazz australiano ha avuto luogo principalmente a Sydney, ma ha avuto alcuni effetti di flusso sulla scena jazz di tutta l'Australia. Molti musicisti jazz vennero a Sydney da altre zone dell'Australia durante questo decennio, sia per esibirsi in concerti speciali o in alcuni casi per vivere permanentemente e intraprendere una carriera nella musica. C'era anche un interesse più del solito per il jazz a Melbourne negli anni '70. Le esibizioni jazz furono incluse nel Moomba Festival e musicisti jazz di Melbourne come Tony Gould, Brian Brown, Bob Sedergreen e Ted Vining beneficiarono della rinascita di interesse per la musica in quel momento.
Molti dei migliori musicisti jazz americani si esibirono a Sydney durante gli anni settanta, e grandi musicisti come Dave Liebman, John Scofield e Miroslav Vitouš diedero lezioni di perfezionamento e workshop mentre erano lì.
Bob Barnard è diventato un'icona del jazz australiano e probabilmente ha lasciato più impressione a livello internazionale di qualsiasi altro musicista jazz australiano. Nell'anno 1974 si formò la Bob Barnard Jazz Band.
Il jazz fusion, come tipico di gruppi come Return to Forever, passò in gran parte dall'Australia, anche se il gruppo Crossfire era probabilmente il migliore e più noto gruppo australiano a lavorare in questo settore.
Alcuni dei tanti gruppi jazz attivi a Sydney negli anni settanta erano il Jazz Co/op, The Last Straw di John Pochee, il Don Burrows Quartet, il Galapagos Duck, il Judy Bailey Quartet, Kerrie Biddell e Compared to What, il Bob Barnard Jazz Band, Eclipse Alley Five di Paul Furniss, Col Nolan and the Soul Syndicate con il cantante Johnny Nicol, il quartetto di Peter Boothman/Sid Edwards, Serge Ermoll e Free Kata e Out To Lunch di Craig Benjamin.
La scena jazz a Sydney rallentò un po' verso l'inizio degli anni '80, quando The Basement perseguì una politica musicale più commerciale dopo aver ampliato i propri locali aggiungendo una grande area al piano superiore. Più o meno nello stesso periodo Horst Liepolt lasciò l'Australia, intraprendendo una carriera di successo nella produzione jazz a New York, e questo lasciò un grande vuoto nell'area della promozione del jazz a Sydney. Tuttavia le band di jazz tradizionale e mainstream continuarono ad avere successo nella scena dei pub e il jazz contemporaneo poteva ancora essere trovato in locali come The Paradise a Kings Cross, Jenny's nel centro città e Morgan's Feedwell a Glebe.

## Gli anni '80 e '90
Prima degli anni '80 il coordinamento dei concerti jazz era particolarmente carente. Il programma NSW Jazz Coordination ha contribuito alla creazione della Sydney Improvised Music Association a Sydney, seguita rapidamente dalla fondazione della Melbourne Jazz Co-operative nel 1982. Entrambi cercarono e ottennero finanziamenti dal Federal Government Arts Council subito dopo la fondazione. Programmi simili di coordinamento del jazz furono istituiti in altri stati con i finanziamenti dell'Arts Council e del governo statale.
Negli anni '80 e '90 il jazz è rimasto un settore piccolo ma vivace dell'industria musicale australiana. Nonostante la sua relativa mancanza di visibilità nel mercato di massa, il jazz australiano ha continuato a svilupparsi fino a raggiungere un alto livello di creatività e professionalità che, per la maggior parte, è stato inversamente proporzionale al suo basso livello di riconoscimento e accettazione da parte del pubblico e dell'industria.
I musicisti che erano più influenzati dalle correnti del jazz tradizionale o cool tendevano a dominare l'attenzione del pubblico e alcuni si trasferirono con successo nel mondo accademico. Il polistrumentista Don Burrows è stato per diversi decenni una presenza regolare in televisione e radio, oltre ad essere un prolifico turnista. I suoi quartetti (di solito con George Golla alla chitarra) hanno suonato in molti dei più importanti festival jazz internazionali e ha registrato in modo prolifico negli anni '70 e '80. Sebbene Burrows non abbia nascosto la sua antipatia per il bebop e il free jazz, è diventato insegnante senior presso il Sydney Conservatorium of Music e ha esercitato una forte influenza sul jazz australiano attraverso le sue registrazioni, esibizioni e insegnamenti.
Il pupillo di Burrows, il trombettista James Morrison, fortemente influenzato da Louis Armstrong, ha costruito una carriera di grande successo suonando uno stile non diverso da quello di Wynton Marsalis, che mescolava alcuni elementi moderni (ad esempio la bravura tecnica ad alto registro apprezzata dal pubblico di Dizzy Gillespie) con le strutture e le melodie accessibili del jazz 'trad' e 'cool'.
Un'altra figura importante nell'educazione jazz australiana fu il musicista/compositore di Melbourne Brian Brown. Nei suoi primi anni di carriera, Brown era stato un pioniere dell'hard bop australiano e (con il suo caro amico e compagno di lunga data Stewie Speer) i vari gruppi di Brown erano i protagonisti del leggendario Jazz Centre 44 di Melbourne dalla fine degli anni 1950. Nel corso degli anni '60 e '70, tuttavia, il suono del gruppo e le idee compositive di Brown si allontanarono dal linguaggio 'classico' del jazz moderno americano e sviluppò un proprio stile distintivo concentrato sull'improvvisazione interattiva. Brown ha fondato il corso di jazz al Victorian College of the Arts nel 1980 e lo ha diretto per i successivi 18 anni, e attraverso le sue lezioni settimanali di workshop ha influenzato centinaia di giovani musicisti con le sue idee sulle performance di gruppo.
Il suonatore di fiati multi-strumentale Dale Barlow emerse alla fine degli anni '70 come uno dei più promettenti nuovi talenti sulla scena australiana, e dopo aver lavorato nella Young Northside Big Band e un periodo formativo nel David Martin Quintet, con James Morrison, si trasferì a New York, dove era membro di due gruppi famosi, il Cedar Walton Quartet e i Jazz Messengers di Art Blakey. Barlow è stato anche in tournée e registrato con molti altri grandi del jazz tra cui Sonny Stitt, Chet Baker, Gil Evans, Jackie McLean, Billy Cobham, Curtis Fuller, Eddie Palmieri, Dizzy Gillespie, Benny Golson, Lee Konitz, Helen Merrill, Mulgrew Miller e Kenny Barron. Nel 1980 si esibì in concerti ad Adelaide e Sydney con il Bruce Cale Quartet con Roger Frampton (piano e sax), Bruce Cale (basso) e Phil Treloar (batteria). Sono stati registrati due concerti dal vivo di questo gruppo, The Bruce Cale Quartet Live (concerto ad Adelaide) e On Fire – The Sydney Concert.
Il chitarrista Tony Barnard è uno dei nuovi musicisti emersi tra la fine degli anni '70 e l'inizio degli anni '80, suonando bebop, materiale mainstream e originale. Prima di raggiungere i 20 anni, Barnard aveva registrato con Don Burrows e John Sangster, aveva fatto lunghe tournée, si era esibito alla Sydney Opera House e aveva suonato con star straniere e praticamente con tutti nella scena jazz di Sydney, tenendo fino a quattro residenze a settimana, compreso il Basement, la Spinta Old Rocks e il Tides Wine bar a Bondi. Ha formato la band Interplay, il primo ensemble di cinque chitarre australiano che esegue il repertorio di big band con grande successo di critica. La sua famosa "All Hat Jazz Band" riempie l'Unity Hall Hotel di Balmain per circa 6 anni. Alla fine degli anni '90 si trasferisce nel Regno Unito, gira l'Europa e si esibisce con star come Keely Smith, Rufus Reid, Curtis Stigers e Kevin Spacey, unendosi anche alla tanto lodata e famosa Ronnie Scott's Jazz Orchestra dove è stato chitarrista residente per 8 anni. Il doppio album di Barnard, The Australian Suite, è stato accolto con elogi dalla critica.
Molti artisti di "seconda generazione" influenzati dal bebop come il pianista neozelandese Mike Nock, il bassista Lloyd Swanton, il sassofonista Dale Barlow, il pianista Chris Abrahams, il sassofonista Sandy Evans, il pianista e Roger Frampton (morto nel 2000) sono saliti alla ribalta in questo periodo, insieme ai loro contemporanei più anziani, guidati da Bernie McGann e John Pochee, il cui gruppo di lunga data The Last Straw (fondato nel 1974) ha portato la fiaccola di questo flusso di jazz per molti anni.
Il pianista-compositore neozelandese Dave McRae si è affermato come artista di spicco in Australia negli anni '60 prima di trasferirsi all'estero, dove si è ramificato in una vasta gamma di attività tra cui un periodo come tastierista nel gruppo di rock progressivo britannico degli anni '70 Matching Mole e collaborando con Bill Oddie dei The Goodies sulla musica per le loro serie TV. Tony Buchanan, sassofonista, ha suonato con Dave Macrae a Londra. Formarono una piccola jazz band chiamata Galapagus Duck. Tony Buchanan ha continuato a suonare nella Canadian Big Band di Maynard Ferguson e ha anche suonato per un breve periodo il sax baritono nella Buddy Rich Big Band. È stato anche in tournée con grandi nomi come Frank Sinatra, Tom Jones, Engelbert Humperdinck, Shirley MacLaine e altri.
Il trio formato da Tony Buck (batteria), e i già citati Lloyd Swanton (basso) e Chris Abrahams (piano), conosciuti insieme come The Necks sin dalla loro formazione nel 1987, sono stati particolarmente degni di nota per il jazz ipnotico di un'ora, l'ambient e altri generi ampiamente influenzati. composizioni spontanee, ottenendo un'attenzione diffusa sia in Australia che a livello internazionale. Il loro album Drive-By, che consiste in un unico brano da 60 minuti, è stato nominato Jazz Album of the Year agli ARIA (Australian Record Industry Association) Awards 2004.

## Dal 2000 ad oggi

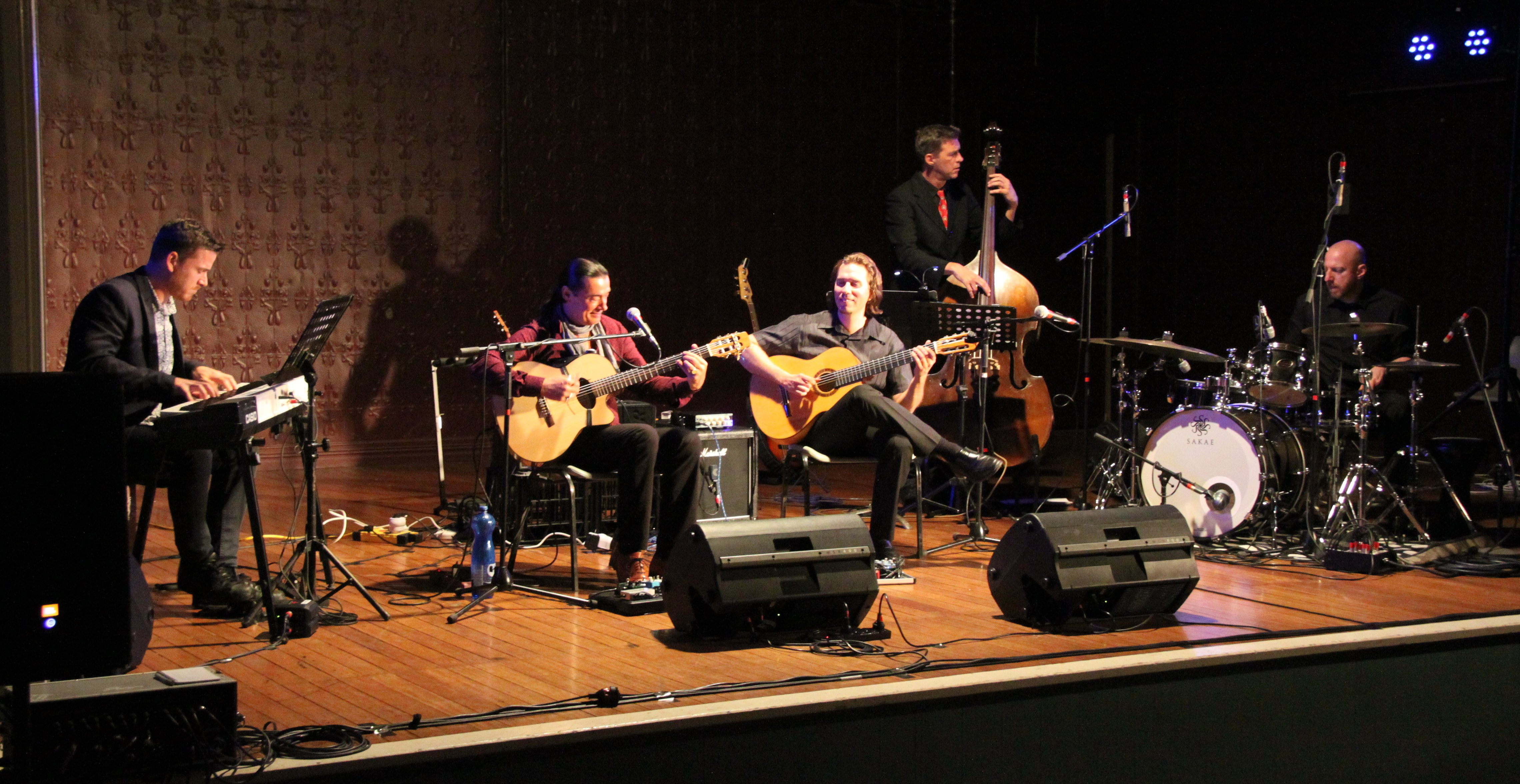
Bart Stenhouse, musicista jazz fusion australiano sul palco di Bangalow, 2017

Durante gli anni '90 e l'inizio degli anni 2000, c'è stata una notevole tendenza al jazz da parte di molti artisti famosi che erano stati associati al genere rock. I più notevoli tra questi furono Kate Ceberano e Vince Jones che pubblicarono album di jazz tradizionale o influenzati dal jazz in un periodo di tempo molto breve, che includeva vendite elevate di dischi ed esibizioni davanti a un vasto pubblico.
Rispetto agli ultimi anni del 1900 il jazz perse parte del suo slancio in Australia nel primo decennio del XXI secolo. Tuttavia è ancora molto visibile in numerosi locali, tra cui il Bennett's Lane Jazz Club di Melbourne e i concerti a Sydney organizzati da gruppi come Sydney Improvised Music Association, Venue 505, The Jazzgroove Association e The Jazz Action Society. La Melbourne Jazz Co-operative dal 2007 organizza tre concerti jazz a settimana a Melbourne, l'organizzazione di presentatori jazz più attiva in Australia.
I primi anni 2000 hanno visto l'introduzione degli studi sul jazz alla Monash University: un programma jazz che ora è leader nell'educazione jazz in Australia con uno staff che include Robert Burke, Paul Williamson, Jordan Murray e Johannes Luebbers. Il pluripremiato Monash Art Ensemble (MAE) è il loro ensemble di punta che promuove la sperimentazione e la musica australiana. Il programma ha prodotto anche una lunga serie di registrazioni (Monash Sessions) comprensive di collaborazioni nazionali e internazionali.
Negli anni 2010 la musica jazz continua ad essere una forma di espressione valida e visibile in Australia. Sebbene il jazz sia praticamente ignorato dai media tradizionali, l'Australia ospita una delle poche reti jazz nazionali 24 ore su 24, 7 giorni su 7 al mondo, ABC Jazz, come parte dell'emittente nazionale, l'Australian Broadcasting Corporation (ABC).
ABC Jazz trasmette jazz 24 ore su 24 su DAB+ Digital Radio, Digital TV, online su abc.net.au/jazz e sull'app mobile ABC Radio. Trasmette spettacoli originali presentati da Mal Stanley, Megan Burslem, James Valentine e Monica Trapaga, così come album settimanali, set dal vivo e interviste. ABC Jazz registra anche spettacoli locali e trasmette contenuti locali nella playlist regolare.
Continuano ad essere organizzati festival jazz, tra cui il Melbourne Jazz Festival, il Melbourne Jazz Fringe Festival, il Wagga Wagga Jazz Festival, il Jazzgroove Summer Festival, lo Stonnington Jazz Festival, il Wangaratta Festival of Jazz, il festival jazz più longevo d'Australia, e il Manly Jazz Festival, che celebra il suo 40º anniversario nel 2017 a Sydney. L'Adelaide Jazz Festival inaugurale si è tenuto nel 2023.
Più recentemente in Australia sono sorti numerosi musicisti di talento, nonché singoli compositori di insoliti filoni del jazz, che combinano il jazz con la musica classica contemporanea.

## Australian Jazz Convention
A partire dal 1946, l'Australian Jazz Convention è l'evento jazz annuale più longevo al mondo. Gli archivi della Convention sono conservati presso l'Australian Jazz Museum, che conserva una collezione di materiali jazz australiani e stranieri. La prima convention è stata cofondata dal pianista Willie "The Lion" McIntyre.
La 68ª Australian Jazz Convention si è tenuta a Goulburn, NSW, dal 26 al 31 dicembre 2013. Alla convention hanno partecipato oltre 500 musicisti, delegati e titolari di pass giornalieri. Questa è stata la prima Convention organizzata dall'AJC Executive Task Force Inc, un gruppo di 6 musicisti e appassionati di jazz formato dopo che la 67ª Australian Jazz Convention non è stata dotata di un'opzione per la 68ª Convention.
Dopo il successo della 68º Australian Jazz Convention, l'Assemblea Generale Annuale del 30 dicembre 2013 ha approvato la raccomandazione dell'AJC Executive Task Force di tenere la 69º Australian Jazz Convention a Swan Hill, Victoria, dal 26 al 31 dicembre 2014. Questa Convenzione ha visto un aumento del numero di musicisti e delegati rispetto a quelli che hanno partecipato alla 68º. Un momento clou della Convention è stata la partecipazione di 30 giovani musicisti del VJC Jazz Youth Workshop.
Il 30 dicembre 2014, la 69º AGM è stata presentata con due opzioni per la 70º AJC da parte dell'AJC ETF, Penrith NSW e Ballarat, Victoria. L'incontro ha scelto Ballarat come sede. L'AJC è stata ospitata da Ballarat per quattro anni, il periodo più lungo stabilito dalla Convenzione dall'inizio. Alla 73º AJC, il 30 dicembre 2018, l'AGM ha accettato la proposta di Albury di ospitare la 74º AJC.
La 74º AJC (2019), gestita dall'AJC ETF, ha ospitato per la prima volta in oltre 30 anni artisti ospiti. Con il sostegno finanziario del NSW Government Marla Dixon (tromba e voce) e Shaye Cohn (pianoforte e cornetta), i leader della band di New Orleans, si sono esibiti durante la 74º AJC con musicisti australiani. La loro presenza è stata accolta da un'acclamazione popolare da musicisti e delegati.
Purtroppo la 75º AJC, prevista per dicembre 2020, è stata posticipata al dicembre 2021 a causa della pandemia di COVID-19.

## Riviste jazz australiane
Fondata nel 1932 Music Maker era una rivista con sede a Sydney disponibile a livello nazionale, con particolare attenzione alla musica jazz. Nel 1957 fecero un sondaggio per trovare i musicisti jazz più popolari in Australia. I vincitori hanno registrato un album, e includevano Ken Brentnall (tromba), Johnny Bamford (trombone), Frank Smith (sax contralto), Malcolm "Mal" Cunningham (flauto), Don Burrows (clarinetto), Dave Owens (sax tenore), Terry Wilkinson (piano), Johnny Weine (chitarra), Pat Caplice (vibrafono), Ron Webber (batteria) e Freddy Logan (basso).
Altri titoli includono Jazz notes (iniziato nel 1941), The beat (1949), Matrix (1954), Jazz down under (1974), Jazz Australia (1980), Jazz (1984) e Dingo (2021).

## Importanti musicisti jazz australiani
- Ade Monsbourgh
- Alan Lee
- Alan Turnbull
- Allan Browne
- Andrea Keller
- Barney McAll
- Ben Eunson
- Bernie McGann
- Bob Barnard
- Bob Bertles
- Bob Sedergreen
- Bruce Cale
- Bruce Clarke
- Bryce Rohde
- Charlie Munro
- Chris Ludowyk
- Chris McNulty
- Dale Barlow
- Dannielle Gaha
- Dave Dallwitz
- Dave Panichi
- David Jones
- Don Burrows
- Emma Pask
- Errol Buddle
- Eugene Ball
- Frank Coughlan
- Frank Gambale
- George Golla
- Graeme Bell
- Graeme Lyall
- Graham Wood
- Ian Cooper
- Jack Brokensha
- Jacki Cooper
- James Morrison
- James Muller
- Jamie Oehlers
- Janet Seidel
- Johannes Luebbers
- John McAll
- John Morrison
- John Pochée
- John Sangster
- Jordan Murray
- Joshua Rusitovski
- Kerrie Biddell
- Kristin Berardi
- Matt Jodrell
- Mark Simmonds
- Mike Nock
- Miroslav Bukovsky
- Nick Haywood
- Nicki Parrott
- Niran Dasika
- Paul Furniss
- Paul Grabowsky
- Paul Williamson
- Peter Boothman
- Quentin Angus
- Robert Burke
- Roger Frampton
- Sam Anning
- Sam Keevers
- Sandy Evans
- Sarah Maclaine
- Scott Tinkler
- Shannon Barnett
- Stephen Magnusson
- Ted Nettelbeck
- Tom Vincent
- Tommy Emmanuel
- Tony Gould
- Troy Roberts
- Vince Jones

### Gruppi di spicco
- Australian Art Orchestra
- The Australian Jazz Quartet
- Bennetts Lane Big Band
- The Catholics
- Cootamundra Jazz Band
- Crossfire
- Galapagos Duck
- The Jive Bombers
- The Necks
- The Port Jackson Jazz Band
- The Syncopators
- Swing City
- Triosk
- The Vampires
- Wanderlust
- Monash Art Ensemble